# Aonidiella ensifera
Aonidiella ensifera är en insektsart som beskrevs av Mckenzie 1942. Aonidiella ensifera ingår i släktet Aonidiella och familjen pansarsköldlöss. Inga underarter finns listade i Catalogue of Life.